# ستيف كروس
ستيف كروس (بالإنجليزية: Steve Cross)‏ (22 ديسمبر 1959 في المملكة المتحدة - ) هو مدرب كرة قدم ولاعب كرة قدم بريطاني في مركز الدفاع. لعب مع ديربي كاونتي وشروزبري تاون ونادي بريستول روفيرز وMangotsfield United F.C. ‏ ونادي باث سيتي.

## وصلات خارجية
- ستيف كروس على موقع قاعدة بيانات كرة القدم.إي يو (الإنجليزية)